# Epania rufipes
Epania rufipes är en skalbaggsart som beskrevs av J. Linsley Gressitt 1951. Epania rufipes ingår i släktet Epania och familjen långhorningar. Inga underarter finns listade i Catalogue of Life.